# Contea di Ribeira Grande de Santiago
La contea di Ribeira Grande de Santiago è una contea di Capo Verde con 8 325 abitanti al censimento del 2010.
È situata sull'isola di Santiago, appartenente al gruppo delle Sotavento. È stata istituita nel 2005, per scissione dalla contea di Praia, e il governo locale si è insediato il 23 luglio 2005. Il suo capoluogo è Cidade Velha.

## Geografia antropica

### Suddivisioni amministrative
La contea è suddivisa in due parrocchie: Santíssimo Nome de Jesus e São João Baptista.